# اتحادیه باهندارپا
اتحادیه باهندارپا (به لاتین: Bhandarpara Union) یک منطقهٔ مسکونی در بنگلادش است که در Dumuria Upazila واقع شده‌است.